# John McLoughlin
John McLoughlin (6 de junio de 1953) es uno de los dos policías de la Autoridad Portuaria de Nueva York y Nueva Jersey que sobrevivieron a los Atentados del 11 de septiembre de 2001 contra el World Trade Center. Su rescate y el de Will Jimeno fueron el argumento de la película de Oliver Stone de 2006, World Trade Center, en la que McLoughlin fue interpretado por Nicolas Cage.
McLoughlin se graduó en la Universidad Estatal de Nueva York en Oswego, donde fue miembro de la fraternidad Sigma Tau Chi.

## 11 de septiembre de 2001
McLoughlin lideraba un equipo de policías, que incluyendo a Jimeno, quedaron atrapados en el pasillo subterráneo que había entre las dos torres cuando la torre sur se derrumbó. Los cinco corrieron en dirección a un montacargas cercano, y quedaron enterrados por los escombros como consecuencia del derrumbe de la torre sur en el pasillo subterráneo del World Trade Center.
Los policías Antonio Rodrigues y Chris Amoroso murieron inmediatamente. McLoughlin, Jimeno y un tercer policía, Dominick Pezzulo, se encontraban atrapados y con vida. El montacargas soportó la devastación, creando un área donde los tres policías pudieran respirar. Pezzulo, que era el único que no se encontraba gravemente atrapado por los escombros, inmediatamente trató de liberarse y de liberar a Jimeno, pero el derrumbe de la torre norte lo dejó gravemente herido. Pezzulo murió diez minutos después del derrumbe de la torre norte como consecuencia de sus heridas. McLoughlin y Jimeno fueron rescatados por el sargento del Cuerpo de Marines de los Estados Unidos, Jason Thomas y el sargento de personal Dave Karnes que escucharon los gritos de socorro de Jimeno y McLoughlin, que llevaban enterrados diez horas bajo los escombros.

El sargento Karnes describió el rescate:Mientras caminabamos por la zona cero, no parabamos de gritar:¿Marines de los Estados Unidos, puede oírnos alguien?. Mientras nos aproximábamos a la depresión de la torre sur creí haber oído algo. En efecto, era alguien gritando en busca de ayuda, Thomas y yo comenzamos a buscarle y a pedirle que siguiera gritando para así poder localizarlo.

Los dos hombres fueron finalmente rescatados después de varias horas de arduo trabajo de retirada de escombros, Jimeno tras 13 horas de trabajo y McLoughlin después de 22 horas. McLoughlin se encontraba gravemente herido. Los médicos lo mantuvieron en coma inducido durante seis semanas. Fue sometido a 27 cirugías y pasó cerca de tres meses en el hospital y haciendo rehabilitación. Cuatro meses después de su rescate, McLoughlin y Jimeno asistieron a una ceremonia en la zona cero en la que se retiraba la última columna del World Trade Center. McLoughlin y Jimeno fueron las dos últimas personas en abandonar la ceremonia. El 11 de junio de 2002, McLoughlin (con un andador) y Jimeno (cojeando) asistieron a un acto en el Madison Square Garden para recibir la medalla de honor de la autoridad portuaria.
La película World Trade Center de 2006, narra la historia de McLoughlin (interpretado por Nicolas Cage) y Will Jimeno (interpretado por Michael Peña).